# Stavový popis systému
Stavový popis systému se používá pro systémy s více vstupy a výstupy, tzv. MIMO systémy. Používá se maticový zápis. Tento článek se zabývá stavovým popisem systému, který vzejde z linearizace typicky nelineárních diferenciálních rovnic v okolí takzvaného pracovního bodu, který bývá ekvilibriem. Poté stavový popis dobře popisuje chování systému jen v okolí tohoto pracovního bodu lineární aproximací, což se dá použít pro lineární řízení.

## Pojmy
- Stav systému - Je to nejmenší počet stavových proměnných, určuje ho stavový vektor
- Stavový vektor - Jde o sloupcový vektor často značený {\displaystyle \mathbf {x} (t)}, jehož složky tvoří stavové proměnné
- Stavové proměnné - Jde o časové funkce, které určují stav dynamického systému
- Stavový prostor - {\displaystyle n}-rozměrný prostor reálných čísel {\displaystyle {\mathcal {R}}^{n}}
- Vektor vstupů - Jde o sloupcový vektor {\displaystyle \mathbf {u} (t)}
- Vektor výstupů - Jde o sloupcový vektor {\displaystyle \mathbf {y} (t)}
- Stavové rovnice - Určují vazbu mezi stavem a vstupy a výstupy systému. Jsou dvě, zde popsané jsou lineární, časově invariantní.
- Stavová trajektorie - Stav je vektor, jehož poloha se mění a na konci vytváří křivku

## První stavová rovnice
Umožňuje vazbu derivace stavové proměnné na libovolný vstup nebo výstup. Rovnice je
{\displaystyle {\frac {d\mathbf {x} (t)}{dt}}=\mathbf {Ax} (t)+\mathbf {Bu} (t)}

## Druhá stavová rovnice
Určuje vztah mezi vektorem výstupu a vektorem vstupu a vektorem stavu
{\displaystyle \mathbf {y} (t)=\mathbf {Cx} (t)+\mathbf {Du} (t)}

## Koeficienty rovnic

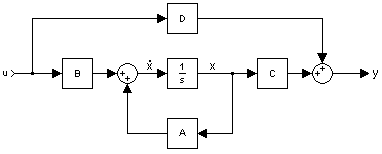
Obecné stavové schéma systému

{\displaystyle \mathbf {A} } - matice vnitřních vazeb systému (matice systému)
{\displaystyle \mathbf {B} } - matice vazeb systému na vstup (matice řízení)
{\displaystyle \mathbf {C} } - matice vazeb výstupu na stav
{\displaystyle \mathbf {D} } - matice vazeb vstupu na výstup. Z hlediska dynamických vlastností je vliv zanedbatelný a považuje se často za nulový.

## Určení matice přenosových funkcí ze stavového popisu
Jde o jednoznačný převod, v podstatě se jedná o řešení obou stavových rovnic po provedení Laplaceovy transformace. Matice {\displaystyle \mathbf {A} }, {\displaystyle \mathbf {B} }, {\displaystyle \mathbf {C} } a {\displaystyle \mathbf {D} } jsou známé. Matice {\displaystyle \mathbf {I} \in {\mathcal {R}}^{n\times n}} je jednotková matice. Řešením je rovnice
{\displaystyle \mathbf {G} (s)={\frac {\mathbf {Y} (s)}{\mathbf {U} (s)}}=\mathbf {C} {(s\mathbf {I} -\mathbf {A} )}^{-1}\mathbf {B} +\mathbf {D} =\mathbf {C} {\frac {1}{\mathrm {det} {(s\mathbf {I} -\mathbf {A} )}}}{\mathrm {adj} {(s\mathbf {I} -\mathbf {A} )}}\mathbf {B} +\mathbf {D} }.
Výraz {\displaystyle \mathrm {det} (s\mathbf {I} -\mathbf {A} )} nazveme charakteristickým polynomem systému a kořeny tohoto polynomu nazveme póly systému. Poloha těchto pólů v komplexní rovině určuje stabilitu systému (leží-li alespoň jeden pól napravo od imaginární osy, je systém nestabilní). 

## Určení stavového popisu z jednorozměrných přenosů
Převod není jednoznačný používají se tři algoritmy
- Přímé programování
- Paralelní programování
- Sériové programování